# Di testa nostra. Cronache con rabbia 2009-2010
Di testa nostra. Cronache con rabbia 2009-2010 è un'opera di Andrea Camilleri e Saverio Lodato pubblicata l'8 luglio 2010 dall'editore Chiarelettere. Il libro raccoglie una serie di articoli pubblicati sul quotidiano l'Unità. 

## Contenuti
Il volume è l'ideale seguito del precedente Un inverno italiano. Cronache con rabbia 2008-2009 dove i due autori descrivevano a loro modo la situazione politica e sociale italiana di quegli anni.
Purtroppo non mancano anche in questo biennio nuovi avvenimenti di cronaca politica che secondo gli autori rasentano più la farsa che il dramma. Dice Camilleri che quello che sta accadendo in Italia supera il gusto per il paradosso di «Pirandello [che se] ai suoi tempi sembrò cervellotico, oggi sarebbe cronista di scarsa fantasia.»
Quasi disperato nel descrivere la situazione politica italiana Camilleri osserva cupamente che ci troviamo a vivere «...tempi durissimi per le idee. Sono i tempi di un'arroganza esasperata del potere. Sono i tempi delle maschere che non si vergognano di ghignare alla luce del sole. Sono tempi in cui negare l'evidenza, capovolgere la verità, nascondere le responsabilità, beatificare i colpevoli, sono diventati altrettanti espedienti per esercitare il comando su una popolazione smarrita, piegata, svuotata.»
Quale sarà allora il modello di uomo che questa generazione sta dando a quella che verrà? Il presente di questa storia, che ci siamo rassegnati a vivere, sta distruggendo la speranza per la storia futura.

## Edizioni
- Andrea Camilleri, Saverio Lodato, Di testa nostra. Cronache con rabbia 2009-2010, Milano, Chiarelettere, 2010,  p. 224.